# 邹市明
邹市明（1981年5月18日—），出生于贵州遵义，中國拳擊手，曾获得两枚奥运金牌，2013年转入职业拳坛。
2011年2月5日与主持人冉莹颖正式完婚，两人婚后育有兩子。2015年11月起參與江苏卫视真人秀《女婿上门了》，借機重新审视自己的岳婿关系。
2018年入职华东师范大学体育与健康学院。

## 生涯

### 业余拳击生涯
邹市明早15岁时就開始了拳擊之路，鄒市明在遵义体校开始接受梁锋教练的一連串训练。3年之後入选成為国家队成員之一，鄒市明教练是张传良。曾是中國拳擊隊員。
入選國家隊後兩年，鄒市明贏得了九运会的48公斤级賽事銅牌、之後一年奪得了国拳击冠军赛冠军（同樣是48公斤級），之後又獲得了世界业余拳击锦标赛亞军。
2004年，鄒市明在亚洲拳击锦标赛暨雅典奥运资格赛48公斤级亚军。晉身奧運決賽後，鄒市明在32強擊敗美國選手、16強以31:8大勝衣索比亞選手成功晉身8強。8強賽又再戰勝，對手是亞美尼亞選手並晉身4強。由於奧運拳擊賽不設季軍賽，鄒市明已鐵定會奪得獎牌。4強賽中，鄒市明後勁不繼，最後以17:29不敵古巴選手。最終為中國奪得一面銅牌，但已經成為了中國在奧運拳擊賽中的最佳成績。同年加入中国共产党。
2005年，鄒市明先於十運會的男子48公斤級項目中奪得金牌，後來在世界錦標賽中的男子48公斤級項目的決賽以擊敗匈牙利選手，贏得了冠軍，該冠軍是中國的首個世錦賽冠軍以及中國首個的拳擊世界冠軍。次年他於2006年多哈亞運中以36:1大勝對手而奪得中國這屆亞運中的首面拳擊金牌。
2007年，鄒市明當選為中共十七大代表（貴州省），成為為數不多的十七大代表的中體育界代表。不久後，他於美國洛杉磯舉行的世界錦標賽以17:3戰勝菲律賓對手，蟬聯冠軍。
在2008年北京奥运会48公斤级决赛中，邹市明面對蒙古选手塞爾丹巴，但塞爾丹巴在第二回合因肩傷放棄賽事，邹市明为中国代表团赢得了第50枚金牌。
在2012年伦敦奥运会49公斤级决赛中，邹市明先后击败了古巴、哈萨克斯坦、冰岛拳手晋级决赛，决赛中以13-10险胜泰国名将庞普里亚杨（Kaeo Pongprayoon）卫冕成功，为中国代表团赢得了第38块金牌。

### 职业拳击生涯
2013年4月7日凌晨，32岁的邹市明在澳门正式转入职业拳坛，首场比赛中出战18岁墨西哥拳手瓦伦祖埃拉（Eleazar Valenzuela）(成绩：2-1-2, 1 K0) ，最终邹以点数获胜。
2014年7月19日，在澳门威尼斯人酒店的金光综艺馆进行的“皇者之战”中，邹市明10个回合点数击败哥伦比亚拳手德拉-罗萨，获得WBO蝇量级（112磅）的国际特设金腰带。
2016年美国时间11月5日晚、中国时间11月6日早晨，在美国的拉斯维加斯托马斯&马克中心举行了一场争夺WBO世界112磅职业拳击金腰带的战斗。排名WBO世界第二的中国两届奥运冠军邹市明以3比0的判定比分，击败来自泰国的世界第三帕波姆，获得了空缺的WBO世界112磅蝇量级金腰带，成为中国继熊朝忠之后的第二位世界职业拳王
2017年7月28日晚上，中国拳王邹市明在上海东方体育中心迎来自己WBO蝇量级拳王金腰带的首次卫冕战，他的对手是WBO官方排名第6位的日本选手木村翔。在这场12回合的较量中，第11回合2分28秒，木村翔对邹市明实施围攻，裁判叫停比赛，宣布木村翔TKO获胜，邹市明金腰带卫冕失败，木村翔获得的WBO世界112磅金腰带，成为日本第13位现役世界金腰带拥有者。
2018年2月24日，邹市明獲世界拳擊理事會（World Boxing Council，WBC）頒發最高榮譽獎，並授予他“世界拳擊理事會和平與和諧大使”稱號，以表彰鄒市明為中國及世界拳擊運動的發展所作出的突出貢獻。

#### 职业赛战绩
| 9胜 (7点数，2KO), 2负, 0 平 |      |                        |      |                         |            |                                          |                                   |
| 赛果                        | 战绩 | 对手                   | 方式 | 用时                    | 时间       | 地点                                     | 备注                              |
| 负                          | 9–2  | 木村翔                 | TKO  | 十一回合（共十二） 2:28 | 2017-7-28  | 上海, 上海东方体育中心                   | 丢失WBO蝇量级拳王头衔             |
| 胜                          | 9–1  | 坤比七                 | 点数 | 十二回合                | 2016-11-6  | 拉斯维加斯, 天堂市, Thomas & Mack Center | 赢得空缺的WBO蝇量级拳王头衔       |
| 胜                          | 8–1  | Jozsef Ajtai           | 点数 | 十回合                  | 2016-6-12  | 纽约州, 纽约, 麦迪逊广场花园             | 卫冕WBO国际蝇量级特设金腰带       |
| 胜                          | 7–1  | Natan Santana Coutinho | TKO  | 八回合（共十二） 2:17   | 2016-1-30  | 上海, 上海东方体育中心                   | 赢得空缺的WBO国际蝇量级特设金腰带 |
| 负                          | 6–1  | 阿泰·伦龙              | 点数 | 十二回合                | 2015-3-7   | 澳门, 威尼斯人酒店                       | 挑战IBF蝇量级拳王头衔             |
| 胜                          | 6–0  | 坤比七                 | 点数 | 十二回合                | 2014-11-23 | 澳门, 威尼斯人酒店                       | 卫冕WBO国际蝇量级特设金腰带       |
| 胜                          | 5–0  | Luis de la Rosa        | 点数 | 十回合                  | 2014-7-19  | 澳门, 威尼斯人酒店                       | 赢得空缺的WBO国际蝇量级特设金腰带 |
| 胜                          | 4–0  | Yokthong Kokietgym     | KO   | 七回合（共八） 2:09     | 2014-2-22  | 澳门, 威尼斯人酒店                       |                                   |
| 胜                          | 3–0  | Juan Tozcano           | 点数 | 六回合                  | 2013-11-24 | 澳门, 威尼斯人酒店                       |                                   |
| 胜                          | 2–0  | Jesus Ortega           | 点数 | 六回合                  | 2013-7-27  | 澳门, 威尼斯人酒店                       |                                   |
| 胜                          | 1–0  | Eleazar Valenzuela     | 点数 | 四回合                  | 2013-04-07 | 澳门, 威尼斯人酒店                       | 职业首秀                          |

## 家庭
邹市明在2010年5月与冉莹颖订婚，并于2011年2月5日正式完婚。冉莹颖毕业于对外经贸大学经济系，中央电视台财经频道任主持人。两人婚后育有兩子，大兒子鄒明軒于2011年6月27日出生，曾參加親子秀《爸爸去哪兒3》；小兒子鄒明皓，2013年8月18日生。

## 其他經歷

### 综艺节目
| 年份 | 播放日期    | 電視台   | 節目名稱           | 備註            |
| ---- | ----------- | -------- | ------------------ | --------------- |
| 2015 | 07.10-10.30 | 湖南衛視 | 爸爸去哪兒(第三季) | (與兒子 鄒明軒) |
| 2015 | 11.01至今   | 江苏卫视 | 《女婿上门了》     |                 |

### 電影
| 上映年份 | 電影名稱            | 飾演     | 導演    |
| 2014年   | 变形金刚4: 绝跡重生 | 香港青年 | 麥可·貝 |

### 主題曲
- 2015年：《爸爸去哪兒》 — 《爸爸去哪兒 (第三季)》主題曲 (與該季參加者)
- 2015年：《难不难》—《女婿上门了》主題曲 (與沈腾、王祖蓝)

## 外部連結
- 我就是我邹市明的新浪微博
- 邹市明在互联网电影资料库（IMDb）上的資料（英文）